# Шахи (Росія)
Ша́хи (рос. Шахи) — село у складі Павловського району Алтайського краю, Росія. Адміністративний центр та єдиний населений пункт Шахівської сільської ради.

## Населення
Населення — 1559 осіб (2010; 1341 у 2002).
Національний склад (станом на 2002 рік):
- росіяни — 95 %